# Патицова капрела
Патицовите капрели (Caprella acanthifera) са вид висши ракообразни от семейство Caprellidae.
Таксонът е описан за пръв път от Уилям Елфорд Лийч през 1814 година.

## Подвидове
- Caprella acanthifera acanthifera
- Caprella acanthifera discrepans
- Caprella acanthifera ferox
- Caprella acanthifera humboldtiensis